# Harmstonia caburnica
Harmstonia caburnica är en tvåvingeart som beskrevs av Lazar Botosaneanu och Vaillant 1973. Harmstonia caburnica ingår i släktet Harmstonia och familjen styltflugor.
Artens utbredningsområde är Kuba. Inga underarter finns listade i Catalogue of Life.